# Dario Zuffi
Dario Zuffi (Winterthur, 7 december 1964) is een Zwitsers voetbalcoach en voormalig voetballer die speelde als aanvaller.

## Carrière
Zuffi speelde van 1983 tot 1986 bij FC Winterthur, nadien trok hij naar BSC Young Boys waar hij speelde tot in 1991. Met Young Boys werd hij kampioen in 1986 en de beker in 1987. Toen stapte hij over naar FC Lugano waar hij de beker won in 1993. Later speelde hij nog voor FC Basel en FC Winterthur.
Hij speelde 19 interlands voor Zwitserland waarin hij drie keer kon scoren.
Na zijn spelers carrière werd hij jeugdcoach, assistent-coach en interim-coach bij FC Winterthur.

## Privéleven
Hij is de vader van drie voetballende zoons Luca, Nicola en Sandro.

## Erelijst
- BSC Young Boys
  - Landskampioen: 1986
  - Zwitserse voetbalbeker: 1987
  - Topschutter: 1991
- FC Lugano
  - Zwitserse voetbalbeker: 1993